# Amsterdam bij nacht (1937)
Amsterdam bij nacht is een Nederlandse film uit 1937 onder regie van Alex Benno.

## Verhaal
Boekhouder Drummel en zijn secretaresse Mary Lovendaal werken in een modehuis in Amsterdam. Recentelijk is Drummel, tot groot ongenoegen van zijn argwanende vrouw, elke avond aan het overwerken; hij doet tot in de late uren inventaris omdat hij vermoedt dat er uit de voorraad wordt gestolen. Zijn trouwe secretaresse Mary staat hem bij, en werkt stiekem aan het filmscenario Amsterdam bij nacht, een prijsvraag voor een tijdschrift waarbij de winnaar van het beste scenario 3000 gulden verdient. 
Op een avond wordt Drummel bezocht door een oude kennis, Piet Bergman, die hem op een avond mee uit in de stad neemt, waarbij beiden tamelijk beschonken raken. Ladderzat ziet hij een advertentie voor de prijsvraag en besluit mee te doen. Wanneer hij in de diepe nacht thuis terugkeert, is zijn vrouw woedend. Ze vermoedt al tijdenlang dat hij overspel pleegt en gelooft hem niet. Hij vertelt haar dat hij de stad in is gedoken ter onderzoek van de prijsvraag, waarop zij hem een ultimatum voorlegt: als hij binnen drie weken niet een filmscenario schrijft, dan vraagt zij een scheiding aan. Brummel schuift deze opdracht door aan Mary, en dreigt haar te ontslaan als ze het scenario niet binnen drie weken levert. Ondertussen is ook Drummels baas Van Elschot op de hoogte van diefstal in het kantoor, en beschuldigt Drummel.
Om inspiratie op te doen voor het scenario, laat Mary zich door haar huisgenote Kitty overtuigen om het nachtleven van Amsterdam in te duiken. In een bar ontmoet ze Tom, de zoon van de eigenaar van het modehuis, die onlangs is afgestudeerd als modeontwerper. Tom wordt meteen smoorverliefd op Mary. Kitty liegt tegen hem dat ze een gevierd romanschrijfster is en momenteel onderzoek doet voor een filmscenario. Mary voelt zich ook onmiddellijk tot hem aangetrokken en accepteert zijn verzoek voor een afspraakje. Omdat ze niet uit hetzelfde hoge milieu komt als hij, maar wel indruk op hem wil maken, besluit ze een dure japon uit het modehuis te lenen om te dragen tijdens de date. De japon is eigenlijk bedoeld voor mevrouw Mertens, een van de rijke klanten van het modehuis die Mary tijdens haar date dan ook spot. Haar afspraakje is een groot succes en uiteindelijk eindigt de avond met een zoen, maar Mary keert bezorgd terug naar huis, bang voor de repercussie van mevrouw Mertens. 
De volgende ochtend komt de zoon van de eigenaar naar het kantoor en treft daar Mary aan het werk aan. Mary beseft dat ze door de mand is gevallen en is ervan overtuigd dat ze zal worden ontslagen. Drummel probeert haar te helpen en denkt dat het voltooien van het filmscenario een oplossing zal bieden. Ze doen verder onderzoek voor het scenario in het Amsterdamse nachtleven, maar door een samenloop van misverstanden worden ze opnieuw aangewezen als de daders van de diefstallen in het modehuis. Nadat Drummel een nacht in de cel heeft doorgebracht, worden hun namen gezuiverd en wordt de chauffeur van de eigenaar ontmaskerd als de dader. Tom had eerder aan Mary gevraagd of ze inderdaad schuldig is; ze voelt zich nu zo verraden door deze vraag dat ze niets meer met hem te maken wil hebben. Hij besluit daarop om Amsterdam een tijd te verlaten, maar voor zijn vertrek stuurt hij een scenario in naar de prijsvraag op naam van Drummel en Mary. Dit scenario wint dan ook de hoofdprijs, waarna Mary herenigt met Tom.

## Rolbezetting
| Acteur               | Personage                             |
| -------------------- | ------------------------------------- |
| Louis de Bree        | Boekhouder Theodoor Drummel           |
| Annie van Duyn       | Mary Lovendaal, typiste               |
| Gusta Chrispijn      | Drummels vrouw                        |
| Piet Köhler          | Piet Bergman                          |
| Cissy van Bennekom   | Kitty                                 |
| Jan Kiveron          | Tom van Elschot, zoon van de eigenaar |
| Piet Rienks          | Willem, een chauffeur                 |
| Matthieu van Eysden  |                                       |
| Daan van Ollefen jr. |                                       |
| Elias van Praag      | Meneer Van Elschot, eigenaar          |
| Joop Liet            |                                       |
| Emmy Fuchs           |                                       |
| Julia Cuypers        | Vriendin van Drummels vrouw           |
| Ceesje Speenhoff     | Mevrouw Mertens                       |
| Adolphe Hamburger    |                                       |
| Jetty Kremer         | Barvrouw                              |

## Productie
De film was het resultaat van een prijsvraag, waarin een tijdschrift de lezers vroeg een scenario te schrijven voor een film die Amsterdam bij nacht moest gaan heten. In 1924 werd al een gelijknamige film uitgebracht, maar die heeft geen verband met deze. Alex Benno nam de regie op zich. Hij had ondanks het maken van zeer succesvolle film, sinds 1934 geen film meer geregisseerd. Dit werd uiteindelijk zijn laatste film. Het budget was niet groot. Om kosten te besparen, werden er decorstukken van de film Komedie om Geld (1936) gebruikt.
De opnamen gingen van start op 10 augustus 1936 in de studio's van Cinetone. De filmkeuring kwam in november 1936 tot de conclusie dat de film enkel gekeken mocht worden door personen van 14 jaar en ouder, omdat er scènes in voorkomen waarin nachtkroegen, inbraak en diefstal te zien zijn.

## Ontvangst
De film kreeg slechte kritieken van de pers. Criticus van De Telegraaf schreef: "Een aardige rol van Louis de Bree [..] en een vlotte muziek van Max Tak, maar dan is verder alles van een oneindig langzaam tempo en als ik het zeggen mag: van een pijnlijk dilettantisme. [..] [Als Jan Kiveron] ten tonele verschijnt, heeft hij een paar armen te veel, een dikke dramatische toon en enfin, hij is van hout." Recensent van Het Vaderland schreef dat de film "geen meesterwerk is geworden" en kende dat toe aan het draaiboek en aan de regie: "Benno heeft niet de visie van een Bergner, heeft niet de medewerkenden weten te bezielen en aan te vuren, zodat het geheel te veel gespeeld blijft en mat. Er is weinig spanning en sfeer in de film: noch in de bar, noch op het avondfeest, nog op het politiebureau, noch in het boottochtje. Het blijft daar toneelspel." Recensent van De Tribune schreef een verwoestende recensie: "Het gegeven is niet alleen doods en dom, de uitwerking is meer dan zielig en neerslachtig, er zit geen vonkje of vlammetje geest in deze film, waarvan de titel althans [..] iets dwaas of amusants probeert te suggereren."
Commercieel gezien werd de film in Haarlem een groot succes - hetgeen te wijten is aan het feit dat de film grotendeels in Haarlem is gedraaid met veel lokale figuranten en aldaar ook de première plaatsvond in het Frans Hals-theater - maar wist in andere steden niet veel bezoekers te lokken. Volgens de filmwebsite cinema.nl is de film een lopende-band-productie die probeerde te teren op het succes van Jordaanfilms. In 1940, toen de Tweede Wereldoorlog was uitgebroken, besloot de Keuringscommissie dat de film niet meer vertoond mocht worden.